# Університет Південної Дакоти
Університет Південної Дакоти (англ. The University of South Dakota, скорочено USD) — американський громадський університет, розташований у місті Вермілліон в штаті Південна Дакота, має кампус площею 116 га. USD є найстарішим громадським університетом штату, він був заснований у 1862 році, а навчання студентів почалося у 1882 році. В Університеті Південної Дакоти є єдині в штаті медична та юридична школи. З 1913 року університет входить до Північно-центральної асоціації коледжів і шкіл.

## Відомі випускники
- Денніс Даугард — американський політик, 32-й і нині чинний губернатор штату Південна Дакота.
- Тім Джонсон — американський політик, сенатор США від штату Південна Дакота з 1997 року.
- Ернест Орландо Лоуренс — американський фізик, лауреат Нобелівської премії (1939).
- Грег Мортенсон — американський філантроп.
- Джон Тьюн — американський політик, сенатор США від штату Південна Дакота з 2005 року.